# Sebastián Daniel Oliveros García
Sebastián Daniel Oliveros García (Las Palmas de Gran Canaria, 30 de enero de 1984), conocido futbolísticamente como Scifo, es un futbolista español. Juega al fútbol desde los 7 años. Juega de mediocentro ofensivo. Mide 1,81 m y pesa 76 kilos. Es diestro y algunos de sus puntos fuertes son el golpeo de balón y los lanzamientos de estrategia.

## Trayectoria

### Maspalomas
Primer año juvenil. División de honor.4 goles ///
Segundo año juvenil. División de Honor. Selección Canaria Torneo Algarve en Portugal. 8 goles. Entrenador: Orlando Baena.

### Vecindario
Tercer año juvenil. División de Honor. 16 goles. Entrenador: Tino Luis Cabrera.

### Las Palmas B
Primer año regional. Tercera División. 4 goles. Entrenador: Juani Castillo.///
Segundo año regional. Tercera División. 11 goles. Entrenador: Carlos Marín.///
Tercer año regional. Tercera División. 4 goles. Entrenador: Heriberto Álamo.

### Castillo C.F.
Cuarto año regional. Tercera División. 6 goles. Entrenador: Asier Intxaurraga.///
Quinto año regional. Tercera División. 10 goles. Entrenador: Asier Intxaurraga.
Liguilla ascenso a Segunda División B, eliminados por el Barcelona B de Guardiola.

### S.D.Lemona
Segunda División B. Hasta diciembre. Entrenador: Javier Etxeberria

### Castillo C.F.
Tercera División. De enero hasta mayo. 7 goles. Entrenador: Jose Carlos Álamo.
Liguilla ascenso a Segunda División B, quedando a las puertas eliminado por el Mallorca B.

### Barakaldo C.F.
Segunda División B. 3 goles. Entrenador: Javier Etxebarria./// Segunda División B. 1 gol. Entrenador: Mike Aguirregomezcorta / Del Barrio

### Burgos CF
Tercera División. 3 goles. Entrenador: Julio Bañuelos. Ascenso a 2a división B.

### Unión Estepona CF
Tercera División. 8 goles. Entrenador: Rafael Gil. Ascenso a 2a división B, quedando a las puertas eliminado por el CD Tenisca.